# Petrukita
La petrukita és un mineral de la classe dels sulfurs, que pertany al grup de l'estannita. En honor de William Petruk (nascut el 1930), mineralogista canadenc, que va prendre nota de la possible existència del mineral en el seu estudi del jaciment de Mount Pleasant.

## Classificació
La petrukita es troba classificada en el grup 2.KA.05 segons la classificació de Nickel-Strunz (2 per a Sulfurs i sulfosals (sulfurs, selenurs, tel·lururs; arsenurs, antimonurs, bismuturs; sulfarsenits, sulfantimonits, sulfbismutits, etc.); K per "Sulfarsenats, Sulfantimonats" i A per "Sulfarsenats amb (As, Sb) S4 tetraedres"; el nombre 05 correspon a la posició del mineral dins del grup). En la classificació de Dana el mineral es troba al grup 2.9.18.1 (2 per a Sulfurs i 9 per AmBnXp, amb (m+n):p = 1:1; 18 i 1 corresponen a la posició del mineral dins del grup).

## Característiques
La petrukita és un sulfur de fórmula química (Cu,Fe,Zn,Ag)₃(Sn,In)S₄. Cristal·litza en el sistema ortoròmbic. La seva duresa a l'escala de Mohs és 4,5.

## Formació i jaciments
S'ha descrit a l'Amèrica del Nord i del Sud i a l'Àsia.